# IFilm
iFilm fue una sitio web de películas cortas, tráileres de películas, y otros videos. Al igual que otros sitios similares, iFilm ofrece este servicio gratis, apoyado en anuncios. Desde el 15 de octubre de 2005, iFilm es propiedad de MTV Networks. Ahora iFilm también es conocido como Spike. El cambio de nombre del famoso sitio web fue debido a un cambio de dueño.

## Canales
- Animación y Cartoons (Animation & Cartoons)
- Comedia (Comedy)
- Comerciales (Commercials)
- Deportes Extremos (Extreme Sports)
- Girls (Girls)
- Motorsports (Motorsports)
- Spike TV (Spike TV)
- Super Bowl Ads (Anuncios Del Super Bowl)
- Trailers y Clips (MovieTrailers & Clips)
- Videos Musicales" (Music Videos)
- Películas Cortas (Short Films)
- Televisión (Television)
- Videos de Usuario (UserVideos)
- Videojuegos (Videogames)
- Videos Virales (Viral Videos)
- War (War)